# 21 años después: Álex Lora y El Tri
21 Años Después (también conocido simplemente como 21 años) es el quinto álbum de estudio de la banda de rock El Tri lanzado al mercado el 15 de noviembre de 1989 por Warner Music Group.
Este álbum fue grabado en 1989 en la ciudad de Los Ángeles, California, Estados Unidos.  El nombre de este disco hace referencia a los 21 años de trayectoria de Álex Lora desde la fundación de la banda Three Souls in my Mind en 1968.

## Lista de canciones

### Formato de casete

#### Lado A
| Side one |                     |                       |          |  |
| N.º      | Título              | Escritor(es)          | Duración |  |
| 1.       | «María Sabina»      | Álex Lora             | 5:15     |  |
| 2.       | «Puros changos»     | Álex Lora             | 4:26     |  |
| 3.       | «El as no conocido» | Lora / Sergio Mancera | 3:14     |  |
| 4.       | «Difícil»           | Álex Lora             | 2:49     |  |
| 5.       | «Tren del infierno» | Álex Lora             | 4:54     |  |

#### Lado B
| Side one |                                       |                       |          |  |
| N.º      | Título                                | Escritor(es)          | Duración |  |
| 1.       | «Un día en la vida»                   | Álex Lora             | 5:09     |  |
| 2.       | «Encuentros cercanos del tercer sexo» | Álex Lora             | 5:29     |  |
| 3.       | «Maldito sistema»                     | Lora / Rafael Salgado | 3:25     |  |
| 4.       | «Que reventón»                        | Álex Lora             | 3:16     |  |
| 5.       | «La fuerza del amor»                  | Álex Lora             | 2:51     |  |

### Formato de disco compacto
| Side one |                                       |                       |          |  |
| N.º      | Título                                | Escritor(es)          | Duración |  |
| 1.       | «María Sabina»                        | Álex Lora             | 5:15     |  |
| 2.       | «Puros changos»                       | Álex Lora             | 4:26     |  |
| 3.       | «El as no conocido»                   | Lora / Mancera        | 3:14     |  |
| 4.       | «Difícil»                             | Álex Lora             | 2:49     |  |
| 5.       | «Tren del infierno»                   | Álex Lora             | 4:54     |  |
| 6.       | «Un día en la vida»                   | Álex Lora             | 5:09     |  |
| 7.       | «Encuentros cercanos del tercer sexo» | Álex Lora             | 5:29     |  |
| 8.       | «Maldito sistema»                     | Lora / Rafael Salgado | 3:25     |  |
| 9.       | «Que reventón»                        | Álex Lora             | 3:16     |  |
| 10.      | «La fuerza del amor»                  | Álex Lora             | 2:51     |  |

## Formación
- Álex Lora — voz y guitarra
- Sergio Mancera — guitarra
- Rafael Salgado — armónica
- Rubén Soriano — bajo
- Héctor "Virgo" Zenil — batería